# Brilmaskerbij
De brilmaskerbij  (Hylaeus annularis) is een vliesvleugelig insect uit de familie Colletidae. De wetenschappelijke naam van de soort is gepubliceerd in 1802 door Kirby.